# Platygaster canestrinii
Platygaster canestrinii is een vliesvleugelig insect uit de familie van de Platygastridae. De wetenschappelijke naam van de soort is voor het eerst geldig gepubliceerd in 1866 door Rondani.